# The Real Glory
The Real Glory is een Amerikaanse oorlogsfilm uit 1939 onder regie van Henry Hathaway. Destijds werd de film in Nederland uitgebracht onder de titel De hoogste roem.

## Verhaal
In 1906 worden er Amerikaanse militairen op de Filipijnen gestationeerd. Ze moeten de eilanden beschermen tegen een aanvallen van de moslims uit het zuiden van de Filipijnen. De lokale bevolking beschouwt de soldaten als bezetters en ze maken hun het leven moeilijk. Een arts van de medische post tracht de gemoederen te bedaren.

## Rolverdeling
| Acteur             | Personage        |
| ------------------ | ---------------- |
| Gary Cooper        | Dokter Canavan   |
| David Niven        | Luitenant McCool |
| Andrea Leeds       | Linda Hartley    |
| Reginald Owen      | Kapitein Hartley |
| Broderick Crawford | Luitenant Larson |
| Kay Johnson        | Mevrouw Manning  |
| Russell Hicks      | Kapitein Manning |
| Vladimir Sokoloff  | Datu             |
| Benny Inocencio    | Miguel           |
| Charles Waldron    | Pater            |
| Rudy Robles        | Luitenant Yabo   |
| Tetsu Komai        | Alipang          |
| Roy Gordon         | Kolonel Hatch    |
| Henry Kolker       | Generaal         |